# Smiths Beach
Smiths Beach – miasto w Australii, w stanie Wiktoria.